# Zhaoqin Peng
Zhaoqin Peng (Kanton, 8 mei 1968) is een Nederlandse schaakgrootmeester van Chinese afkomst. In 1995 emigreerde ze naar Nederland, waar ze veertien keer Nederlands kampioen bij de vrouwen werd. Sinds 1998 speelt Peng aan het eerste bord van Nederlandse vrouwenteams op Olympiades en Europese teamkampioenschappen. In 2004 werd haar door de FIDE de titel Internationaal Grootmeester (GM) toegekend. Peng speelt voor Schaakclub En Passant in Bunschoten; daarnaast is ze lid van HWP Haarlem. Sinds 2019 is ze lid van de Technische Commissie bij de FIDE. In 2023 werd de Euwe-ring aan haar toegekend.

## Toernooien
- In 1988 speelde Peng voor China in de Schaakolympiade te Saloniki. Dit was haar eerste internationale competitie. Aan bord 3 haalde zij een gouden medaille.
- In China werd zij drie keer nationaal kampioene (in 1987, 1990 en 1993).
- Peng werd in 1997 en van 2000 tot en met 2011 nationaal kampioen van Nederland bij de vrouwen. Sinds 2000 domineerde zij het Nederlandse vrouwenschaak. Daarna kwam de concurrentie van met name Anne Haast dichtbij. In juli 2018 veroverde ze, op haar vijftigste, de veertiende titel.
- In 2000, 2003 en 2004 werd ze gedeeld derde op het open kampioenschap van Gouda.[3]
- In 2004 bezette ze de gedeelde eerste plaats in het Europees kampioenschap schaken voor vrouwen te Dresden, maar eindigde na een barrage achter Aleksandra Kostenjoek als tweede.
- Op 28 oktober 2004 kreeg Peng als eerste Nederlandse vrouw de titel van FIDE grootmeester (GM). Ze was hiermee de tiende vrouw wereldwijd die deze titel kreeg.
- In september 2005 speelde ze mee in het toernooi om het kampioenschap van Nederland dat in Leeuwarden gespeeld werd. Ze eindigde als eerste.
- In 2014 won zij het Open Kampioenschap van Utrecht.[4]
- Op het vrouwentoernooi van de Schaakolympiade van 1998 in Elista haalde ze een individuele bronzen medaille voor haar resultaat aan het eerste bord van het Nederlandse team.[5] Bij het Europees kampioenschap in 2001 in León herhaalde ze dit en op het Europees kampioenschap in 2007 in Heraklion won ze de gouden medaille.